# موريتز لايتنر
موريتز لايتنر (بالألمانية: Moritz Leitner)؛ مواليد 8 ديسمبر 1992 في ميونخ، ألمانيا، هو لاعب كرة قدم ألماني يلعب لنادي بوروسيا دورتموند ومنتخب ألمانيا لكرة القدم كلاعب وسط.

## روابط خارجية
- موريتز لايتنر على موقع الاتحاد الأوربي (الإنجليزية)
- موريتز لايتنر على موقع قاعدة بيانات كرة القدم.إي يو (الإنجليزية)
- موريتز لايتنر على موقع بيانات كرة القدم. دي إي (الألمانية)
- موريتز لايتنر على موقع Soccerbase.com (لاعب) (الإنجليزية)
- موريتز لايتنر على موقع Soccerway.com (الإنجليزية)
- موريتز لايتنر على موقع عالم كرة القدم.نت (الإنجليزية)
- موريتز لايتنر على موقع كووورة
- موريتز لايتنر على موقع AS.com (الإسبانية)